# Navit
Navit est un logiciel de navigation routière open source et  libre, modulaire, utilisable facilement avec un écran tactile et supportant le système GPS et divers formats de cartes vectorisées. Il est possible d'avoir un rendu en 2D et 3D des cartes.
Navit fonctionne sur une variété de systèmes d'exploitation et de plates-formes matérielles incluant Windows, GNU/Linux, Mac OS, Android et iPhone, Palm webOS.
Navit peut être utilisé avec plusieurs sources de données cartographiques, notamment celles d'OpenStreetMap et de Garmin.
Navit a été traduit dans 49 langues différentes.